# Grande halle

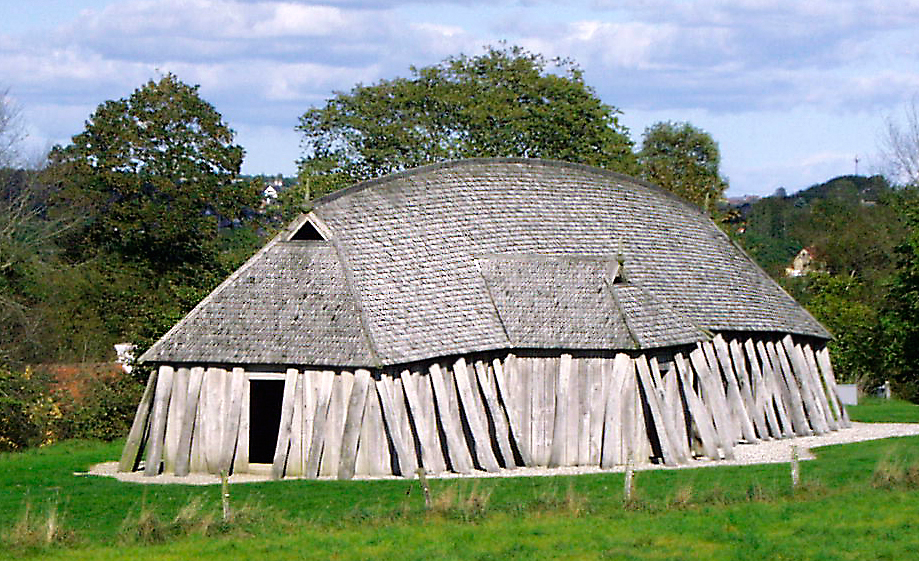
Une maison longue reconstituée de l'époque viking (28,5 mètres de long) au Danemark.

Parmi les premiers peuples germaniques, une grande halle ou salle de fête est un grand bâtiment avec une seule pièce destinée à recevoir des invités et à servir de centre de la vie sociale de la communauté. Du Ve siècle jusqu'au Haut Moyen Âge, un tel bâtiment était la résidence d'un seigneur ou d'un roi et de ses serviteurs. Ces structures sont également l'endroit où les seigneurs peuvent officiellement recevoir des visiteurs et où la communauté se réunit, permettant aux seigneurs de superviser l'activité sociale de leurs sujets.

## Étymologie
L'ancien nom de ces salles était peut-être sal/salr et était donc présent dans d'anciens noms de lieux tels que « Uppsala ». Le sens est conservé en allemand saal, en néerlandais zaal, en frison seal, en islandais salur, suédois, norvégien et danois sal, lituanien salė, finnois sali, estonien saal, izhorien saali, hongrois szállás, français salle, italien/polonais/portugais/espagnol/serbo-croate sala et russe зал (zal), (tous signifiant « salle » ou « grande pièce »). En vieil anglais, on utilisait sele et sæl. Ces mots sont étymologiquement liés aux mots anglais modernes salon et saloon (tous deux des formes augmentatives de « sal »). 

## Rôle
Les différents lieux de pouvoirs en Scandinavie sont caractérisés par la présence d'une grande halle et ce durant tout le Ier millénaire. Ce bâtiment a de multiples fonctions. il peut être un bâtiment résidentiel d'un chef mais permet avant tout d'afficher son autorité. Cette grande halle aristocratique est également omniprésent dans la littérature norroise et représente le centre de la vie sociale de la communauté, ainsi qu'un centre d'activités culturelles. La hiérarchie sociale y est également affichée avec une chaise dédiée au chef à son extrémité et un ensemble d'espaces sur les bancs le long des murs de la pièce centrale.

## Archéologie
Depuis l'an 500 après J.-C. jusqu'à la christianisation de la Scandinavie au XIIIe siècle, ces grandes salles sont des éléments essentiels du centre politique. Elles sont plus tard remplacées par des salles de banquet médiévales.
Voici quelques exemples qui ont été fouillés :
- Au sud-ouest de Lejre au Danemark. Les vestiges d'un complexe de salles vikings sont découverts en 1986-1988 par Tom Christensen du musée de Roskilde[4]. Le bois des fondations est daté au radiocarbone vers 880. On a découvert plus tard que cette salle avait été construite sur une salle plus ancienne, elle-même datée de 680. En 2004-2005, Christensen fouille une troisième salle située juste au nord des deux autres. Cette salle a été construite au milieu du VIe siècle, exactement à l'époque de Beowulf. Les trois salles mesurent environ 50 mètres de long[5]. Les fouilles en cours permettent d'établir les caractéristiques visuelles des salles royales et leur emplacement dans le paysage autour de Lejre, vers 500-1000 [6].
- Gudme au Danemark. Deux salles similaires sont fouillées en 1993. De la soi-disant « Gudme Kongehal » (salle du roi), seuls les trous de poteaux sont retrouvés. Le plus grand des deux mesurait 47 mètres de long et 8 mètres de large. Les objets en or trouvés à proximité du site sont datés entre 200 et 550. Les cimetières de l'âge du fer de Møllegårdsmarken et Brudager se trouvent à proximité. Les salles font peut-être partie d'un centre religieux et politique régional servant de lieux de fête royale, Lundeborg servant de port[7].
- West Stow (en), dans le Suffolk. Un village du Ve siècle et VIe siècle est fouillé et contient plusieurs salles. La plus grande salle complète mesure environ 7m de large et 14m de long[8].
- Yavering, dans le Northumberland. Plusieurs salles, de tailles et de fonctions variées, ont été datées de la fin du VIe siècle et du VIIe siècle. Il y a deux salles principales, plus grandes que les autres. Les premiers bâtiments sur ce site ont probablement été construits par les Bretons, tandis que les bâtiments plus récents ont été construits par les Anglo-Saxons[8]. La plus grande salle mesure environ 11m de large et 24,7m de long. Les salles de Yeavering sont généralement interprétées comme étant des sources d'inspiration réelles de la grande halle décrite dans Heorot de l'histoire de Beowulf[8],[9].